# Schönbühl (Bad Mergentheim)
Schönbühl ist eine Kleinsiedlung auf der Gemarkung des Bad Mergentheimer Stadtteils Rot im Main-Tauber-Kreis im Nordosten Baden-Württembergs.

## Geschichte
Im Jahre 1219 wurde der Ort erstmals urkundlich als Sconebuhel erwähnt, als die Siedlung durch Andreas von Hohenlohe dem Deutschen Orden zugebracht wurde.
Am 1. September 1973 wurde Rot (mit den zugehörigen Wohnplätzen Schönbühl und Dörtel) gemeinsam mit Herbsthausen in die Stadt Bad Mergentheim eingegliedert. Als am 1. Januar 1973 im Rahmen der baden-württembergischen Kreisreform der Landkreis Mergentheim aufgelöst wurde, gehörte Schönbühl in der Folge zum neu gebildeten Tauberkreis, der am 1. Januar 1974 seinen heutigen Namen Main-Tauber-Kreis erhielt.